# Інститут імпульсних процесів і технологій НАН України
Інститут імпульсних процесів і технологій (ІІПТ) НАН України — науково-дослідна установа Національної Академії Наук України. Спеціалізується на дослідженнях фізико-технічних аспектів високовольтного розряду в конденсованих середовищах, створення на його основі високоефективних екологічно чистих ресурсо- і енергозберігаючих імпульсних технологій.

## Історія
В 1959 році за ініціативою молодих ентузіастів та за підтримки миколаївської міської влади було створено колективну лабораторію для вивчення нового на той час явища — високовольтного електричного розряду в воді (електрогідравлічний ефект) та процесів, що його супроводжують. В ті часи здавалось, що широкі можливості криються в можливості перетворення енергії розряду в механічну роботу, наприклад: руйнування неметелавих матеріалів, надання форми металевим заготовкам, змінювати структури рідин і т. д. Установка «Молния-1», призначена для розвальцювання труб в ґратках теплообмінних апаратів, стала першою, що випробувана в промисловах умовах, в 1962 році. В цьому ж році Розпорядженням Ради Міністрів УРСР на її базі було створено Проектно-конструкторське бюро електрогідравліки (ПКБЕ) зі штатом в 25 співробітників. В перші роки бюро активно взялось за тематику використання електрогідровлічного ефекту в промисловості, зокрема для очистки литва від формувальних сумішей в суднобудуванні (а також для вибивки стержнів). Установка типу «Искра-2», створена для цього, пішла в серійне виробництво, після успішних випробовувань на ЧСЗ.
В 1966 р. у відання ПКБЕ було передано Миколаївський завод інструменту і оснастки, перейменований в Дослідний завод ПКБЕ, який почав здійснювати випуск електрогідравлічних пристроїв і високовольтного обладнання, що проектувались в ПКБЕ.
В 1968 році вийшла перша наукова стаття, після захисту директором А. П. Сорочинським першої кандидантської дисертації в інституті.
З 1971 року завод почав займатись сейсмоакустикою.Було створено ряд унікальних гідроакустичних випромінювачів, які однаково успішно застосовувались як в мирному освоєнні Світового океану, так і в оборонних цілях.
07.03.1972 р. завод було передано АН УРСР до складу Відділення фізико-технічних проблем матеріалознавства. У 1973 р. академік Б. Є. Патон відвідав ПКБЕ.
Сам інститут був створений в 1991 році на базі Проектно-конструкторського бюро електрогідравліки АН УРСР у Миколаєві.

## Структура
ІІПТ являє собою науково-виробничий комплекс, що включає в себе власне Інститут, дослідний завод і науково-технічний центр «ВЕГА». Наукові підрозділи інституту:
- електрофізичних досліджень
- імпульсних процесів перетворення енергії та керування ними
- імпульсних методів та технологій впливу на рідкі метали та сплави, що кристалізуються
- імпульсної обробки дисперсних систем
- імпульсних електротехнічних систем.

Конструкторсько-технологічні відділи інституту:
- імпульсних методів очищення виливків, руйнування неметалевих матеріалів та обробки напружених металоконструкцій
- високовольтних імпульсних конденсаторів
- імпульсної обробки матеріалів тиском.

З 1977 року інститутом видається збірник наукових праць.

## Дослідження, винаходи
В ІІПТ розроблено більше 1000 електророзрядних технологічних комплексів для ливарної, металургійної, гірничодобувної та інших галузей промисловості. Створено такі унікальні комплекси: лабораторний парк для вивчення фізичних процесів при електровибуху; лабораторія силових імпульсних конденсаторів; лабораторія для дослідження процесів в кернах гірських порід при тиску до 500 атмосфер і температурі до 1000 ° С; металофізичний та металографічний комплекси.